# Versluys Cyclocross
De Versluys Cyclocross, Ereprijs Paul Herygers of Ethias Cross Bredene (voorheen: Silvestercyclocross) is een Belgische veldrijwedstrijd. Van 1993 tot 2004 werd de wedstrijd georganiseerd in Veldegem, tussen 2005 en 2008 in Torhout en vanaf 2009 jaarlijks in Bredene.

## Erelijst

### Mannen elite
| Datum        | Klassement   | Cat. | Winnaar               | Tweede                 | Derde                  |
| ------------ | ------------ | ---- | --------------------- | ---------------------- | ---------------------- |
| ↓ Bredene ↓  |              |      |                       |                        |                        |
| 25/09/2021   | Ethias Cross | C2   | Eli Iserbyt           | Laurens Sweeck         | Michael Vanthourenhout |
| 30/12/2020   | Ethias Cross | C2   | Mathieu van der Poel  | Toon Aerts             | Michael Vanthourenhout |
| 30/12/2019   | Ethias Cross | C2   | Mathieu van der Poel  | Tim Merlier            | Gianni Vermeersch      |
| 29/12/2018   | Brico Cross  | C2   | Wout van Aert         | Quinten Hermans        | Jens Adams             |
| 29/12/2017   | Brico Cross  | C2   | Wout van Aert         | Mathieu van der Poel   | Quinten Hermans        |
| 30/12/2016   | Brico Cross  | C2   | Wout van Aert         | Laurens Sweeck         | Gianni Vermeersch      |
| 30/12/2015   | Losse cross  | C2   | Dieter Vanthourenhout | Michael Vanthourenhout | Klaas Vantornout       |
| 27/12/2014   | Losse cross  | C2   | Wout van Aert         | Gianni Vermeersch      | Tim Merlier            |
| 28/12/2013   | Losse cross  | C2   | Zdeněk Štybar         | Rob Peeters            | Dieter Vanthourenhout  |
| 29/12/2012   | Losse cross  | C2   | Sven Nys              | Niels Albert           | Zdeněk Štybar          |
| 29/12/2011   | Losse cross  | C2   | Jan Denuwelaere       | Zdeněk Štybar          | Dieter Vanthourenhout  |
| 30/12/2010   | Losse cross  | C2   | Zdeněk Štybar         | Sven Nys               | Niels Albert           |
| 30/12/2009   | Losse cross  | C2   | Dieter Vanthourenhout | Martin Zlamalik        | Niels Albert           |
| ↓ Torhout ↓  |              |      |                       |                        |                        |
| 27/12/2008   | Losse cross  | C2   | Klaas Vantornout      | Marco Bianco           | Ben Berden             |
| 27/12/2007   | Losse cross  | C2   | Klaas Vantornout      | Ben Berden             | Francis Mourey         |
| 27/12/2006   | Losse cross  | C2   | Sven Vanthourenhout   | Gerben de Knegt        | Davy Commeyne          |
| 27/12/2005   | Losse cross  | C2   | Gerben de Knegt       | Klaas Vantornout       | Davy Commeyne          |
| ↓ Veldegem ↓ |              |      |                       |                        |                        |
| 27/12/2004   | Losse cross  |      | Mario De Clercq       | Tim Van Nuffel         | David Willemsens       |
| 29/12/2003   | Losse cross  |      | Sven Vanthourenhout   | Bjorn Rondelez         | David Willemsens       |
| 30/12/2002   | Losse cross  |      | Mario De Clercq       | Sven Vanthourenhout    | Dariusz Gil            |
| 28/12/2001   | Losse cross  |      | Sven Vanthourenhout   | Bart Wellens           | Mario De Clercq        |
| 29/12/2000   | Losse cross  |      | Bart Wellens          | Mario De Clercq        | Kipcho Volckaerts      |
| 28/12/1999   | Losse cross  |      | Bart Wellens          | Mario De Clercq        | David Willemsens       |
| 30/12/1998   | Losse cross  |      | Peter Van Den Abeele  | Bjorn Rondelez         | Paul Herygers          |
| 31/12/1997   | Losse cross  |      | Mario De Clercq       | Danny De Bie           | Sven Nys               |
| 30/12/1996   | Losse cross  |      | Paul Herygers         | Peter Van Den Abeele   | Peter Willemsens       |
| 31/12/1993   | Losse cross  |      | Filip Van Luchem      | Paul Herygers          | Alex Moonen            |

### Vrouwen elite
| Datum       | Klassement   | Cat. | Winnaar             | Tweede           | Derde              |
| ----------- | ------------ | ---- | ------------------- | ---------------- | ------------------ |
| ↓ Bredene ↓ |              |      |                     |                  |                    |
| 25/09/2021  | Ethias Cross | C2   | Denise Betsema      | Yara Kastelijn   | Puck Pieterse      |
| 30/12/2020  | Ethias Cross | C2   | Kata Blanka Vas     | Sanne Cant       | Alicia Franck      |
| 30/12/2019  | Ethias Cross | C2   | Sanne Cant          | Anna Kay         | Rebecca Fahringer  |
| 29/12/2018  | Brico Cross  | C2   | Lucinda Brand       | Loes Sels        | Eva Lechner        |
| 29/12/2017  | Brico Cross  | C2   | Alice Maria Arzuffi | Helen Wyman      | Loes Sels          |
| 30/12/2016  | Brico Cross  | C2   | Thalita de Jong     | Ellen Van Loy    | Jolien Verschueren |
| ↓ Torhout ↓ |              |      |                     |                  |                    |
| 27/12/2008  | Losse cross  | C2   | Anja Nobus          | Zuzana Vojtášová |                    |
| 27/12/2007  | Losse cross  | C2   | Jessica Roberts     | Marie Stuart     |                    |